# ピニャターロ・マッジョーレ
ピニャターロ・マッジョーレ（伊: Pignataro Maggiore）は、イタリア共和国カンパニア州カゼルタ県にある、人口約5,700人の基礎自治体（コムーネ）。

## 地理

### 位置・広がり

#### 隣接コムーネ
隣接するコムーネは以下の通り。
- カルヴィ・リゾルタ
- フランコリーゼ
- ジャーノ・ヴェトゥスト
- グラッツァニーゼ
- パストラーノ
- スパラニーゼ
- ヴィトゥラーツィオ

### 気候分類・地震分類
ピニャターロ・マッジョーレにおけるイタリアの気候分類 (it) および度日は、zona C, 1229 GGである。
また、イタリアの地震リスク階級 (it) では、zona 2 (sismicità media) に分類される。

## 行政

### 分離集落
ピニャターロ・マッジョーレには、以下の分離集落（フラツィオーネ）がある。
- Monte (zona nord), Vinnoli (zona ovest), Partignano (zona est), Rarone (zona sud)

## 姉妹都市
- Sault、フランス - 1995年